# Osani
Osani je naselje in občina v francoskem departmaju Corse-du-Sud regije - otoka Korzika. Leta 1999 je naselje imelo 90 prebivalcev.

## Geografija
Kraj leži v zahodnem delu otoka Korzike nad zalivom Girolata, 102 km severno od središča Ajaccia.

## Uprava
Občina Osani skupaj s sosednjimi občinami Cargèse, Cristinacce, Évisa, Marignana, Ota, Partinello, Piana in Serriera  sestavlja kanton Deux-Sevi s sedežem v Piani. Kanton je sestavni del okrožja Ajaccio.

## Zanimivosti
Na ozemlju občine se nahaja več genovskih stolpov, zgrajenih v času Genovske republike: Torra d'Elbu, Torra di Girolata, Torra di l'Isula di Gargali. 